# Ramløse

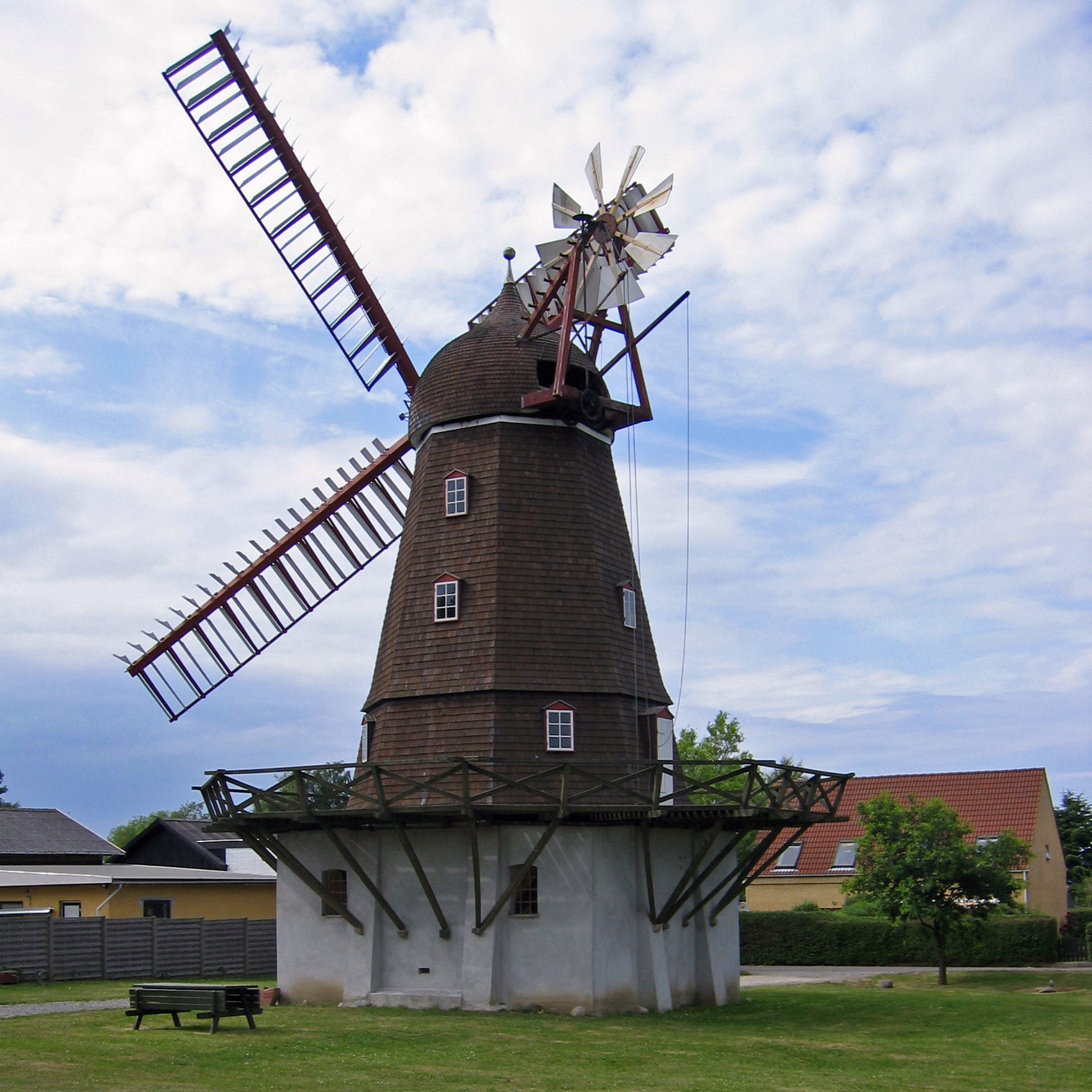
Ramløse. Le moulin (en 2006).

Ramløse est une ville de Nordsjælland (da) (Nord-Zélande) qui a une population de 1 605 habitants (données de 2014). Elle est située dans la paroisse (sogn (da)) de Ramløse, immédiatement au nord-est du lac d'Arresø. Ramløse fait partie de la municipalité de Gribskov située dans la Région de la capitale (Hovedstaden).

## Habitants célèbres
- Vagn Holmboe (1909-1996), compositeur, a vécu de 1940 jusqu'à sa mort à Ramløse.